# 윤리학적 주관주의
윤리학적 주관주의(Ethical subjectivism)는 다음과 같은 주장을 하는 메타윤리학적 관점의 이론이다.
- 윤리적 진술은 명제를 표현한다.
- 일부 명제는 진실이다.
- 해당 명제들은 화자의 태도에 관한 것이다.